# Maransis cerviformis
 Maransis cerviformis is een wandelende tak uit de familie Bacillidae. De wetenschappelijke naam van deze soort is voor het eerst voorgesteld als Leptynia cerviformis door James Abram Garfield Rehn in een publicatie uit 1912.
De soort komt voor in Angola.